# Irena Obermannová
Irena Obermannová (* 17. dubna 1962 Praha) je česká spisovatelka, scenáristka a dramaturgyně.

## Život
Narodila se v Praze. V roce 1980 maturovala na Gymnáziu Ohradní a v roce 1986 absolvovala pražskou FAMU, obor dramaturgie a scenáristika. Pracovala jako dramaturg ve tvůrčí skupině ČT Anny Beckové na několika diskuzních pořadech (např. Ženský hlas s Ester Kočičkovou či Domácí štěstí s Ivou Hüttnerovou). Svou první knihu (Frekvence tygra) napsala až ve čtyřiatřiceti, druhá kniha Deník šílené manželky. Kniha Dopisy Kafkovi je soubor fiktivních dopisů Mileny Jesenské Franzi Kafkovi, smyšlená protiváha Kafkových Dopisů Mileně.
Je rozvedená. Z manželství s hudebníkem Danielem Kohoutem má dcery Rozálii (režisérka) a Bereniku (herečka a zpěvačka).
V roce 2015 se stala jednou z tváří Jsme v tom společně, kampaně iniciativy HateFree Culture.
Irena Obermannová se prohlašuje za feministku a o mužích tvrdí, že jsou „pomalí troubové“, zatímco ženy jsou podle ní „určeny k jasnozřivosti“.

## Scénáře
- Deník šílené manželky (2000)
- Divnovlásky (2008)
- Život je ples (TV seriál, 2011)
- Škoda lásky (2015)
- Trapný padesátky (TV seriál, 2017)
- Řekni to psem (2022)